# 弗雷德·惠普尔
弗雷德·勞倫斯·惠普爾（英語：Fred Lawrence Whipple，1906年11月5日—2004年8月30日），是美国著名的天文学家，曾在哈佛大學天文台任職超過70年，是彗星研究的先驱者之一。

## 生平
惠普爾於1906年11月5日生於爱荷华州雷德奥克，是一位農夫的兒子。惠普爾幼時因為小兒麻痺，放棄了成為網球運動員的志向。惠普爾進入南加州的西方學院就讀，再進入加州大學洛杉磯分校主修數學，於1927年畢業。惠普爾在1978年的自傳中寫下他從數學轉向天文的原因是因為「從數學轉入物理，最終轉向天文是因為時間、空間、數學以及物理學在天文學有了交會點」。
在選修了一門天文學課程以後，惠普爾進入加州大學柏克萊分校學習天文學，並於1931年獲得博士學位。在學期間惠普爾幫助測定當時剛發現的冥王星軌道。1931年惠普爾進入哈佛大學天文台研究流星的軌道，並確認流星來自太陽系內，而非星際空間。1933年惠普爾發現周期彗星惠普爾彗星（36P/Whipple）和小行星1252；並且惠普爾個人或者和其他人發現了五顆非週期彗星，第一顆是和著名的業餘天文學家萊斯利·裴提爾（Leslie Peltier）各自獨立發現的裴提爾－惠普爾彗星（C/1932 P1，Peltier-Whipple）。
第二次世界大戰期間，惠普爾發明了一個可將錫箔切割成能干擾敵人雷達的金屬箔片的裝置。1948年他因為發明該裝置而獲頒 Certificate of Merit Medal。1946年惠普爾為太空船发明了一个薄板金属材料的外壳，在某种程度上可以对小的碎片具有防护作用。这种简单的屏蔽外壳后来被称为惠普尔屏蔽。
1950到1977年間惠普爾是哈佛大學的天文學教授，其中在1968到1977年是擔任菲利普斯天文學教授（Phillips Professor of Astronomy）。在1950年代早期他發表了一系列標題是《A Comet Model》的具影響力論文在《天文物理期刊》。這些論文中惠普爾提出了彗星是由含冰的凝聚物（後來稱為「髒雪球」）組成的假說。這個假說的基本特點後來得到證實，但其中很重要的，彗星中冰的含量從近年取得的資料進行的許多相關研究指出彗星內冰所佔的比例並不高（因此現在該假說被稱為髒雪球假說）。惠普爾還預測了人造衛星的時代即將來臨，並組織一批科學家進行人造衛星監視行動（Operation Moonwatch）對人造衛星進行追蹤。蘇聯於1957年無預警地發射史普尼克1號時，該計畫是唯一準備好進行觀測的團隊。惠普爾在1955年洛亞爾·布萊恩·阿德力區退休後接任史密松天体物理台台長，並擔任該職位直到1973年。
惠普爾於2004年逝世。

## 榮譽與獎項
獎項
- 1963年美國總統约翰·肯尼迪頒發突出贡献联邦公民服务奖
- 1970年隕石學會倫納德獎章
- 1983年英國皇家天文學會金質獎章
- 1986年太平洋天文學會布魯斯獎
- 1987年美國天文學會亨利·諾利斯·羅素講座
- 1990年美國地球物理聯盟惠普爾獎

命名事物
- 小行星1940
- 位於亞利桑那州霍普金斯山的弗雷德·勞倫斯·惠普爾天文台
- 惠普尔屏蔽
- 英屬維爾京群島大指揮官島的 Whipple House（請勿和位於美國马萨诸塞州伊普斯威奇的 John Whipple House 混淆）

## 延伸閱讀
- Brownlee, Don; Hodge, Paul. . Physics Today. 2005, 58 (3): 86–87. Bibcode:2005PhT....58c..86B. doi:10.1063/1.1897572.

## 外部連結
- Bruce Medal entry with picture （页面存档备份，存于）
- "Dr. Comet", 2002 CNN article
- Report of his death (BBC) （页面存档备份，存于）
- Astronomy.com obituary （页面存档备份，存于）
- Harvard-Smithsonian Center for Astrophysics press release